# Муртазин, Исхак Муртазинович
Исха́к Мурта́зинович Мурта́зин (22 января 1895, Пижмар, Малмыжский уезд, Вятская губерния, Российская империя — 6 апреля 1979, Новая Пижмарь, Мари-Турекский район, Марийская АССР, РСФСР, СССР) — звеньевой колхоза «Кураш» Хлебниковского района Марийской АССР. Первый в Марий Эл Герой Социалистического Труда (1948). Участник Гражданской войны в России и Великой Отечественной войны. Член ВКП(б) с 1947 года.

## Биография
Родился 22 января 1895 года в деревне Старая Пижмарь ныне Балтасинского района Татарстана в многодетной крестьянской семье. По национальности — татарин.
С детства работал хлеборобом. Служил в Красной армии, участвовал в Гражданской войне.
В 1923 году вместе с односельчанами переселился в Марийскую автономную область, где была образована деревня Новая Пижмарь, а в 1931 году создан колхоз «Кураш», в котором и трудился И. Муртазин.
В августе 1941 года вновь призван в РККА. Участник Великой Отечественной войны: с февраля 1943 года — красноармеец 98-го отдельного дорожно-строительного батальона 2-й ударной армии. Летом 1943 года был тяжело ранен, лишился левой ноги, был признан инвалидом войны и демобилизован. Награждён медалью «За боевые заслуги».
В 1943 году вернулся в д. Новая Пижмарь Хлебниковского района (с 1959 года — Мари-Турекского района) Марийской АССР, где стал звеньевым колхоза «Кураш». Звено было передовым в работе: урожаи некоторых культур превышали 20 центнеров с гектара, а в 1947 году это звено получило урожай ржи 31,21 центнера с гектара на площади 8,1 гектара! В 1947 году вступил в партию. В 1948 году ему былл присвоено высокое звание «Герой Социалистического Труда» с вручением ордена Ленина и золотой медали «Серп и молот».  
Ушёл из жизни 6 апреля 1979 года в д. Новая Пижмарь Мари-Турекского района Марийской АССР, похоронен там же.

## Звания и награды
- Герой Социалистического Труда (1948)[2][3] — за получение высоких урожаев ржи при выполнении колхозом обязательных поставок и натуроплаты за работу МТС в 1947 году и обеспеченности семенами зерновых культур для весеннего сева 1948 года[4]
- Орден Ленина (1948)[2][3][4]
- Медаль «За боевые заслуги» (17.02.1943)[4]
- Медаль «За доблестный труд. В ознаменование 100-летия со дня рождения Владимира Ильича Ленина» (1970)[4]
- Почётная грамота Президиума Верховного Совета Марийской АССР (1951)[2][3]

## Память
В 2015 году в ведущем музее Марий Эл — Национальном музее имени Т. Евсеева открылась выставка «Он был первым» к 120-летию со дня рождения первого Герой Социалистического Труда в Марий Эл — И. М. Муртазина. 